# 弗里德蘭特

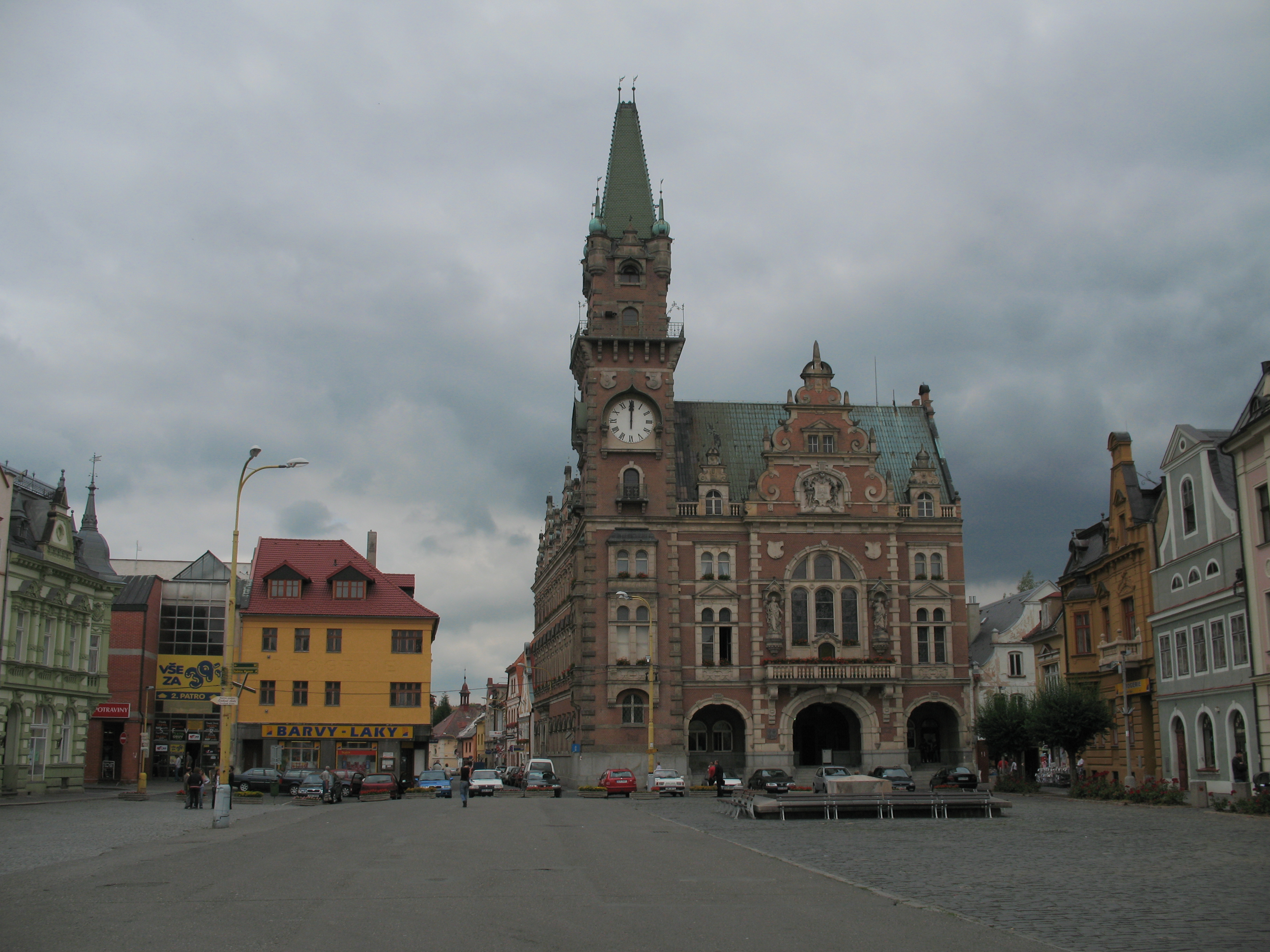

弗里德蘭特是捷克的城鎮，位於該國北部，由利貝雷茨州負責管轄，面積31.62平方公里，海拔高度295米，城堡建於十三世紀中葉，2005年人口7,608。

## 外部連結
- Frýdlant portal （页面存档备份，存于）